# Luka Tankulić
Luka Tankulić (Ahlen, 1991. június 21. –) horvát származású német labdarúgó, a skót Dundee csatára.